# Burg Lanzenkirchen
Die Burg Lanzenkirchen ist eine abgegangene Wasserburg westlich von Schleinzerkreuz und südlich von Lanzenkirchen am südlichen Ufer der Leitha in der heutigen Gemeinde Walpersbach in Niederösterreich.
Die Burg wurde in der ersten Hälfte des 12. Jahrhunderts errichtet und ist im 16. Jahrhundert verfallen. Reste der Burg, urkundlich bekannt, wurden mit verschiedenen Kulturschichten vom 12. bis 15. Jahrhundert im Jahre 1977 entdeckt. Von 1988 bis 1989 wurden Rettungsgrabungen und im Jahre 1992 wurden großflächige Untersuchungen durchgeführt. Heute sind eine leichte Geländeerhöhung der Kernburg und östlich davon niedrige Wallreste erkennbar. Von der ehemaligen Wasserburg ist kein aufgehendes Mauerwerk mehr vorhanden.